# Екофантастика
Екофантастика — галузь літератури, яка охоплює твори художньої літератури, орієнтовані на природу чи навколишнє середовище. Хоча коріння цього супержанру можна побачити в класиці, пасторалі, магічному реалізмі, метаморфозах тварин, науковій фантастиці та інших жанрах, термін екофантастика не став популярним до 1960-х років, коли різні рухи створили платформу для вибуху екологічної та природознавчої літератури, що також надихнуло екокритику. Екокритика — це дослідження літератури та навколишнього середовища з міждисциплінарної точки зору, де літературознавці аналізують тексти, які ілюструють проблеми навколишнього середовища, і досліджують різні способи, як література трактує тему природи. Екологи стверджують, що стосунки людини з екосистемою часто залишалися непоміченими в попередній літературі.
За словами Джима Дваєра, автора «Де знаходяться дикі книги: Польовий путівник по екохудожній літературі», «мої критерії для визначення того, чи є певний твір екофантастикою, дуже схожі на критерії Лоуренса Буелла»:
- Нелюдське середовище присутнє не просто як обрамляючий пристрій, але як присутність, яка починає припускати, що людська історія причетна до природної історії.
- Інтерес людини не вважається єдиним законним інтересом.
- Відповідальність людини перед навколишнім середовищем є частиною етичної орієнтації тексту.
- Певне відчуття середовища як процесу, а не як константи чи даності, принаймні приховане в тексті.[4]

## Визначення та пояснення
«Терміни „екологічна фантастика“, „зелена фантастика“ та „природоорієнтована фантастика“ краще розглядати як категорії екофантастики…. [Екофантастика] розглядає екологічні проблеми або відносини між людством і фізичним середовищем, що протиставляє традиційну та індустріальну космології, або в яких природа чи земля відіграють важливу роль…[Вона] складається з багатьох стилів, насамперед модернізму, постмодернізму, реалізму та магічного реалізму, і може бути знайдена в багатьох жанрах, насамперед мейнстрімі, вестернах, містиці, романтиці та спекулятивній фантастиці. Спекулятивна фантастика включає наукову фантастику та фентезі, іноді змішані з реалізмом, як у творчості Урсули К. Ле Ґуїн». — Джим Дваєр [Там же. Розділ 2.].
«Історії, що розгортаються у вигаданих ландшафтах, які відображають сутність природних екосистем….[Вони] можуть будуватися навколо людських стосунків з цими екосистемами або взагалі не стосуватися людини. Однак сама історія переносить читача у світ природи і оживляє його… В ідеалі ландшафт та екосистеми — фантастичні чи реальні — повинні бути максимально „реалістичними“, а сюжетні обмеження повинні відповідати екологічним принципам». — Майк Васі.
Розрізнення справжньої та фальшивої екофікції зробила Даян Акерман. «Часто в художній літературі природа постає як жахливий персонаж, ворог, що розплачується за моральне падіння, або як кошмарний регіон хаосу і жаху, де ікласті звірі причаїлися, готові до нападу. Але іноді він вабить як зона магії, містики, натхнення і святого навернення. Фальшива екофікція базується на страху, що щось піде не так, але справжня екофікція базується на інтегративному погляді на реальність». — Габріель Наварр.
Інша точка зору полягає в тому, що екофантастика не поділяється на правдиву і неправдиву, а поділяється на три категорії: «Роботи, що зображують екологічний рух та/або екологічний активізм, роботи, що зображують конфлікт навколо екологічної проблеми та виражають переконання автора, а також роботи, що зображають екологічний апокаліпсис». — Патриція Д. Нетцлі.
«Екофантастика — еластичний термін, достатньо місткий, щоб охопити різноманітні художні твори, які розглядають взаємозв'язок між природними середовищами та людськими спільнотами, що в них мешкають. Термін з'явився невдовзі після того, як екологія утвердилася як науково-популярна парадигма і широка культурна позиція в 1960-х і 1970-х роках». — Джонатан Левін.
«Екофантастика формує літературний шлях до більш глибокого розуміння місця природи в житті людини і є частиною нового етапу в літературі про природу, яка прагне включити сучасну свідомість в наративи про місце. Хоппер вважає, що для того, щоб перекроїти наше життя відповідно до знань про екологічну кризу, які ми маємо, нам потрібно зробити багато культурних перетворень. Щоб по-справжньому познайомитися зі світом природи, ми повинні звернути до нього наші інтерпретаційні, допитливі та натхненні здібності». Деде Каммінгс, Green Writers Press
Ashland Creek Press часто заявляє, що «екофантастика — це вигадка з сумлінням». — Джон Юнкер.

## Характеристики
Враховуючи те, що «екокритика, здається, за своєю природою є міждисциплінарною, міжкультурною, синкретичною, цілісною та еволюційною», видається корисним застосувати ці риси до великої галузі літератури, якою є екофантастика, особливо з огляду на її історію, охоплення та тяглість.
Міждисциплінарний і цілісний: екофантастику можна розглядати як парасольку для багатьох жанрів і піджанрів або в латеральному відношенні до них і добре працює в межах параметрів основних категорій фантастики, антропоценової фантастики, кліматичної фантастики, літературної фантастики, еко-фантастики футуристів і солярпанку, магічного реалізму тощо. Крім того, хоча екофантастика — це «фантастика з сумлінням», за Джоном Юнкером, як показано вище, вона виявляє цілісність у турботі про наш природний світ, а також про те, що можна знайти на численних платформах для оповідання: містика, трилер, саспенс, романтика, антиутопія, апокаліптика і постапокаліптика, аркада, футуристика, кримінальний жанр, детектив і так далі. Враховуючи наслідки таких питань, як зміна клімату, гідророзрив, видобуток вугілля, правосуддя щодо тварин, забруднення, вирубка лісів тощо, ця галузь художньої літератури не є інклюзивною та не має жодних розмежувань, окрім впливу на навколишнє середовище та природу, за якими вона визначається і пояснюється.
Міжкультурний і синкретичний: екофантастику пишуть автори з усього світу. Екологічні проблеми, бажання захистити наші природні екосистеми та оспівування природи — це всеохоплюючий намір багатьох авторів, який перетинає всі кордони, мови, етнічні групи та системи вірувань. Багато екофантастичних романів включають ЛГБТ та інші егалітарні соціальні питання, які віддзеркалюють стале, мирне і справедливе екологічне майбутнє.
Розвиток: Путівник Двайєра містить сотні прикладів екологічної фантастики, починаючи з найдавніших печерних малюнків, пасторальних і класичних творів і закінчуючи ХХІ століттям. Тяглість продовжується. У травні 2017 року, пишучи в The New York Times, науковець з Єльського університету Вай Чі Дімок, рецензуючи роман Джеффа Вандермеєра «Борн», зазначив: «Ця історія про повноліття свідчить про те, що еко-фантастика також досягла повноліття: дикіша, відчайдушніша і більш захоплююча, ніж вважалося раніше, це парі і обіцянка, що те, що з'явиться у ХХІ столітті, буде не гіршим за те, що з'явиться у ХХ, або ХІХ». Через два місяці 17-та конференція Асоціації з вивчення літератури та навколишнього середовища (ASLE) зосередилася на екофантастиці як одному з основних напрямків. Екофантастика продовжує залишатися живою та актуальною, перетворюючись на сучасне дослідження та спосіб мислення про нову літературу.
Екофантастика, вірна своїй еволюційній природі, охоплює останню з наших екологічних криз: зміну клімату. На той час, коли у 2010 році було опубліковано велике польове дослідження Дваєра, зміна клімату вже кілька десятиліть спонукала авторів писати застереження чи історії про катастрофи. У своєму польовому посібнику Дваєр навів такі приклади художньої літератури про зміну клімату, як «Рій» і «Післязавтра», також зазначивши, що «екофантастика рідко має успіх у ескапістському Голлівуді» [Там же. стор. 92]. Першим романом про антропогенне глобальне потепління (AGW) міг бути «Спека» Артура Герцога, опублікований у 1977 році, хоча до того часу багато романів уявляли або припускали зміни клімату чи події. Хоча екофантастика включала художню літературу AGW з 1970-х років, останнє десятиліття також представило нові конкретні жанри для обробки кліматичних змін, такі як кліматична фантастика, антропоценова фантастика та солярпанк. Таким чином, відповідно до еволюційної характеристики екофантастики, від раннього скотарства до сучасного наукового розуміння глобального потепління, сотні авторів взяли питання зміни клімату, щонайменше, як тло для своїх романів або, в більшій мірі, як моральну, дидактичну повчальну історію, зосереджену на цій передчутті, поточній і дуже реальній екологічній катастрофі. База даних екологічної фантастики містить сотні кліматичних та інших романів, що належать до жанру екофантастики.

## Історія
Хоча термін «екофантастика» є сучасним, починаючи з 1970-х років, його попередники є давніми та включають багато вигаданих персонажів перших людей у письмовій формі, включаючи піктограми, петрогліфи та міфи про створення. Класична література, така як «Метаморфози» Овідія та латинська пасторальна література, продовжувала це піднесення природи, як і середньовічна європейська література, така як наука Артура та оповідання Шекспіра, за якою слідував романтизм, традиційний пасторалізм і трансценденталізм.
Дваєр зазначає, що «Вітер і верби» Кеннета Грема, а також багато авторів документальної літератури, такі як Ральф Волдо Емерсон, Генрі Девід Торо, Джон Берроуз, Маргарет Фуллер і Джон Муїр, мали «сильний вплив на сучасну екологічну думку, захист навколишнього середовища та екофантастика».
До кінця ХІХ століття такі класичні твори, як «Мобі Дік» Германа Мелвілла, «Пригоди Гекльберрі Фінна» Марка Твена, «Острів доктора Моро» Герберта Веллса, «Кришталевий вік» В. Г. Гадсона та «Біла чапля та інші історії» Сари Орн Джеветт і «Країна гострих ялин» серед багатьох інших мала екологічну тематику. У ХХ та ХХІ століттях художня література, пов'язана з природою, розвивалася та продовжувалася, включаючи еко-феміністських письменниць, таких як Шарлотта Перкінс Гілман та Мері Остін. На сцену також вийшли чотири «радикальних» автори: Джек Лондон, Д. Г. Лоуренс, Б. Тревен і Аптон Сінклер. Екологічна наукова фантастика також стала популярною завдяки таким авторам, як Лоуренс Меннінг, Джордж Орвелл, Вільям Голдінг і Олдос Гакслі. Регіональні екологи та автори, такі як Зора Ніл Гатсон, Вільям Фолкнер і Джон Стейнбек, писали про проблеми в своїх місцях. Свій внесок зробили природоохоронці та екологи, такі як Воллес Стегнер і Джордж Р. Стюарт. Класика міфології Джона Р. Р. Толкіна увійшла в історію, показуючи знамениті та знакові битви індустріалізації проти природи.
Щодо проблем довкілля застерігали письменники післявоєнної екофантастики: Кліффорд Сімак, Джек Венс, Рей Бредбері та Курт Воннеґут тощо. Важливу роль відіграли Пітер Маттіссен та Едвард Еббі, які, за словами Дваєра, є «мабуть, найважливішими та довговічними новими зеленими голосами, що з'явилися в цей період». А інші, такі як Джек Керуак, Гері Снайдер і Майкл МакКлюр, представляли «презентацію зароджуваної екологічної свідомості руху біт». [Там же]
Це підводить нас до 1970-х років, коли, як зазначає Дваєр, «екофантастика в усіх жанрах справді процвітала…що можна вважати década de oro (золотим віком)», проголошена антологією Джона Стадлера «Екофантастика», що містить наукову та масову екофантастику, написану між 1920-ми та 1960-ми роками. [Там же]
Екофантастика, антологія, починається з цієї передумови: «Земля — це екосистема. Вона має колективну пам'ять. Все, що відбувається, яким би незначним воно не здавалося, колись так чи інакше впливає на існування всього іншого в цій системі. Екофантастика порушує важливі питання про місце людини в цій системі: Чи продовжуватиме людина ігнорувати застереження довкілля і знищувати своє джерело життя? Чи піде вона слідом за стадом на бійню?» До антології увійшли автори Рей Бредбері, Джон Стейнбек, Едгар Аллан По, А. Е. Коппард, Джеймс Ейджі, Роберт М. Коутс, Дафна дю Мор'є, Роблі Вілсон молодший, Елвін Брук Вайт, Дж. Ф. Паверс, Курт Воннеґут, Сара Орн Джеветт, Френк Герберт, Г. Х. Манро, Джеймс Баллард, Стівен Шардер, Айзек Азімов і Вільям Сароян. Дваєр заявив, що назва «Екофантастика» Стадлера була його першим знайомством із терміном «Екофантастика». [Там же]
Далі Джонатан Левін пояснює: «Дві ключові події допомогли розпалити цю нову екологічну свідомість [що призвело до екофантастики]: суперечки навколо запропонованих дамб на річці Колорадо, які зрештою призвели до будівництва дамби в Глен-Каньйоні (розпочатого в середині 1950-х років і завершеного приблизно через десять років), а також публікація 1962 року „Тихої весни“ Рейчел Карсон про вплив на навколишнє середовище токсичних пестицидів, таких як ДДТ в американський лексикон».

## Соціальний вплив
Екофантастику часто називають агентом соціальних змін. Наприклад, у 2016 році Розамунд Гатт з Всесвітнього економічного форуму склала список «9 романів, які змінили світ». Серед них були два романи, які можна вважати екофантастикою, зокрема «Виноград гніву» Джона Стейнбека (про пиловник, який виник через те, що фермери не дотримувалися розумних екологічних принципів) і «Джунглі» Аптона Сінклера (про м'ясопереробну промисловість Чикаго). Обидва романи досягли широких масштабів і вважаються одними з класиків романів про соціальні зміни.
Нещодавно дослідники почали емпірично досліджувати вплив екологічної літератури на читачів. Наприклад, вчені виявили, що художня література може змусити читачів більше турбуватися про добробут тварин і зміну клімату і підвищити обізнаність про екологічну несправедливість.

## Академічні групи
- Асоціація літератури та навколишнього середовища (ASLE)
- Асоціація літератури, навколишнього середовища та культури в Канаді (ALECC)
- Cambridge Ecofiction Bookgroup: ініціатива MML та бібліотек факультету англійської мови Кембриджського університету
- Європейська асоціація з вивчення літератури, культури та навколишнього середовища (EASLCE)

## Приклади
- Які ми були гарні Імболо Мбуе
- Ведмідь Андрія Кривака
- Шосе диявола Грегорі Нормінтона
- Пам'ять води Еммі Ітаранта
- Бангкок прокидається від дощу Пітчая Судбантхад[23]
- Сповідь природи Дж. Л. Морена[24]
- Рокіт Лоран Велла
- Водяний ніж Паоло Бачігалупі
- Слово для світу — це ліс Урсули Ле Гуїн
- Поведінка в польоті Барбари Кінгсолвера
- Американська війна Омара Ель Аккада
- Джунглі Аптона Сінклера
- Олія на воді Гелона Габіла[25]
- Банда мавпячого ключа Едварда Аббі
- Баркскінс Енні Прукса
- Флоат ДжоЕнн Гарт і Мій останній континент Мідж Реймонд
- Людина зі складними очима У Мін І
- Притча про сіяча Октавії Батлер
- Надісторія Річарда Паверса
- Нація дівчат Айї де Леон
- Марсіанська трилогія Кіма Стенлі Робінсона